# Canouan
Canouan es una de las Islas Granadinas perteneciente a San Vicente y las Granadinas. Es una pequeña y árida isla que mide 3,5 por 1,25 millas y tiene una superficie de 76 km².
Una barrera de arrecifes del Atlántico se extiende a lo largo de la isla. El punto más alto en la isla es el Monte Real (Mount Royal). Dos bahías, brillante (Glossy) y la Amistad (Friendship), separan la parte meridional de la isla de Canouan.
Canouan se encuentra aproximadamente a 25 millas al sur de San Vicente que, desde 1871 a 1969, fue parte de la colonia británica de las Islas de Barlovento (colony of the Windward Islands.) Los Locales que necesitan suministros más allá de los básicos los reciben bordo de los buques de carga que están a dos o tres horas de la isla principal de San Vicente.
En 1979, la isla pasó a ser independiente con un gobierno democrático basado en el sistema británico. La historia recuerda que 200 años antes de cristo; una rica tribu llamada los Arahuacos llegó en canoas a la isla. Estos nuevos residentes trajeron el fuego, las plantas y los animales, la agricultura, la pesca y conocimientos básicos con ellos. Ellos vivieron en paz durante 1.500 años hasta que una tribu de feroces guerreros llamados los caribes, invadieron y mataron a los hombres obligándolos a irse.
Más de 200 años después de la llegada de Colón los europeos pusieron su ojos en San Vicente y establecieron asentamientos permanentes. Las zonas montañosas y densamente pobladas de bosques de la geografía local permitieron a los Caribes defenderse contra la colonización europea aquí más tiempo que en casi cualquier otra isla del Caribe.
Los caribes temieron la dominación completa británica por lo que permitieron a los franceses construir un asentamiento en la isla en 1719. Los franceses trajeron esclavos para trabajar sus plantaciones. En 1748, por el Tratado de Aquisgrán, San Vicente fue declarado oficialmente un dominio conjunto de Gran Bretaña y Francia, posteriormente sería una colonia británica solamente.
A principios de los años 1990's la empresa CRDltd se formó y obtuvo el arrendamiento de algunas zonas de la isla para construir 2 hoteles. 
En 2004 comenzó la gestión del Raffles Raffles Resort, que ocupa 1 / 3 de la isla. El resort cuenta con un campo de golf, casino y 150 habitaciones. El Campo de Golf Robb Informes ganó como el mejor de los mejores Campos de Golf en el Mundo de 2005.
Los dos principales centros turísticos en Canouan Raffles y el tamarindo, mantienen un marcado contraste con la vida en el resto de la isla. Fuera de los dos resorts, perros salvajes vagan libremente, junto con los pollos, cabras, tortugas, lagartos, murciélagos.
El aeropuerto de Canouan es el único aeropuerto. Recientemente se ha alargado la pista para dar cabida a aviones más grandes. Ahora es la puerta principal de entrada a las Granadinas.
Puntos de atraque de yates charter tienen su base en la Gran Bahía de Canouan .
Esta isla es, presumiblemente, en la cual Rockstar Games se basó para hacer la isla en la que se realiza el golpe a Cayo Perico en GTA V.